# Rainbow Raider
Rainbow Raider, il cui vero nome è Roy G. Bivolo, è un personaggio immaginario dei fumetti DC Comics. Comparve per la prima volta in The Flash (vol. 1) n. 286 (giugno 1980), creato da Cary Bates e Don Heck.

## Biografia del personaggio
Quando era bambino, Roy G. Bivolo sognò sempre di assecondare il suo talento di artista, un alto obiettivo considerato che era daltonico. Spesso dipingeva ciò che pensava essere bellissimi pezzi d'arte, solo per sentirsi dire che aveva invertito i colori. Suo padre, un optometrista e genio della tecnologia ottica, giurò che avrebbe trovato una cura per la malattia di suo figlio. A causa della salute cagionevole, non riuscì a terminare il suo progetto, invece creò un paio di occhiali sofisticati che permettevano a Roy di creare raggi di luce solida colorata che rispecchiava i colori dell'arcobaleno. Sul letto di morte, suo padre gli presentò il suo dono. Non ci volle molto perché Roy trovasse un modo sinistro di usarlo.
Roy, ora noto come Rainbow Raider, decise di darsi al crimine, perché il mondo non apprezzava la sua arte, scegliendo come obiettivi le gallerie d'arte: non potendo apprezzare le grandi opere d'arte a causa del suo daltonismo, allora non avrebbe potuto farlo nessun altro. Durante questo periodo si scontrò con Flash e diede inizio ad una rivalità andata avanti per anni. In seguito si batté anche contro Booster Gold.
Rainbow Raider prese parte alla rivolta avvenuta nella prigione di Belle Reve in JLA n. 34 dove attaccò Kyle Rayner. Fu sconfitto con un pugno da Zauriel. Fu presente in JLA-80 Page Giant n. 1, dove discuteva degli altri criminali con Sonar II.
Venne ucciso dalla criminale Blacksmith quando lo impalò con il suo ultimo pezzo d'arte. Dopo la sua morte, si formò una squadra di super criminali che indossavano i colori dell'arcobaleno, che, in suo onore, si fecero chiamare i Rainbow Raiders. In Blackest Night n. 3, fu un membro rianimato del Corpo delle Lanterne Nere.

## Poteri e abilità
I poteri di Rainbow Raider derivano interamente dagli occhiali speciali che indossa: questi gli permettono di proiettare raggi solidi di arcobaleno che può utilizzare come arma offensiva o come mezzo per viaggiare. In più, può coprire le persone con un determinato colore per indurre determinate emozioni: per esempio, coprendo una persona con il colore blu, la rende triste.

## Nome
Il suo nome, Roy G. Bivolo, venne creato sulla base dell'acronimo "ROYGBIV" (roy-gee-bihv), un nome mnemonico per i colori dell'arcobaleno: Red, Orange, Yellow, Green, Blue, Indigo, Violet (dall'inglese, rosso, arancione, giallo, verde, blu, indaco, viola).

## Altre versioni
Una versione diversa di Rainbow Raider comparve in House of Mystery n. 167. In questa versione è il Dr. Quin che combatte contro Robby Reed. Ogni colore dell'arcobaleno che attiva, realizza un potere diverso.

## In altri media
Roy Bivolo appare nella serie televisiva The Flash, in cui è un metaumano capace di indurre rabbia nelle persone grazie ai raggi rossi che spara dagli occhi.
1. 1 2  Il termine volume è usato in lingua inglese, in questo contesto, per indicare le serie, pertanto Vol. 1 sta per prima serie, Vol. 2 per seconda serie e così via.